# Museu Getúlio Vargas
O Museu Getúlio Vargas também conhecido como Museu Casa de Getúlio Vargas é um museu-casa brasileiro localizado na cidade de São Borja no Rio Grande do Sul que consiste em preservar a residência de Vargas. O museu é dedicado a memória do ex-presidente gaúcho Getúlio Vargas.

## História
Localizada na cidade de São Borja, a construção da residência remonta ao ano de 1911, sendo uma casa de alvenaria de tijolos de um andar térreo.
A casa serviu de residência de Getúlio Vargas e de sua esposa Darcy Sarmanho Vargas e dos cinco filhos do casal de 1911 até o ano de 1923, quando Vargas foi eleito deputado federal pelo estado do Rio Grande do Sul.
O museu é mantido pela prefeitura municipal de São Borja e os sucessores da família de Vargas.

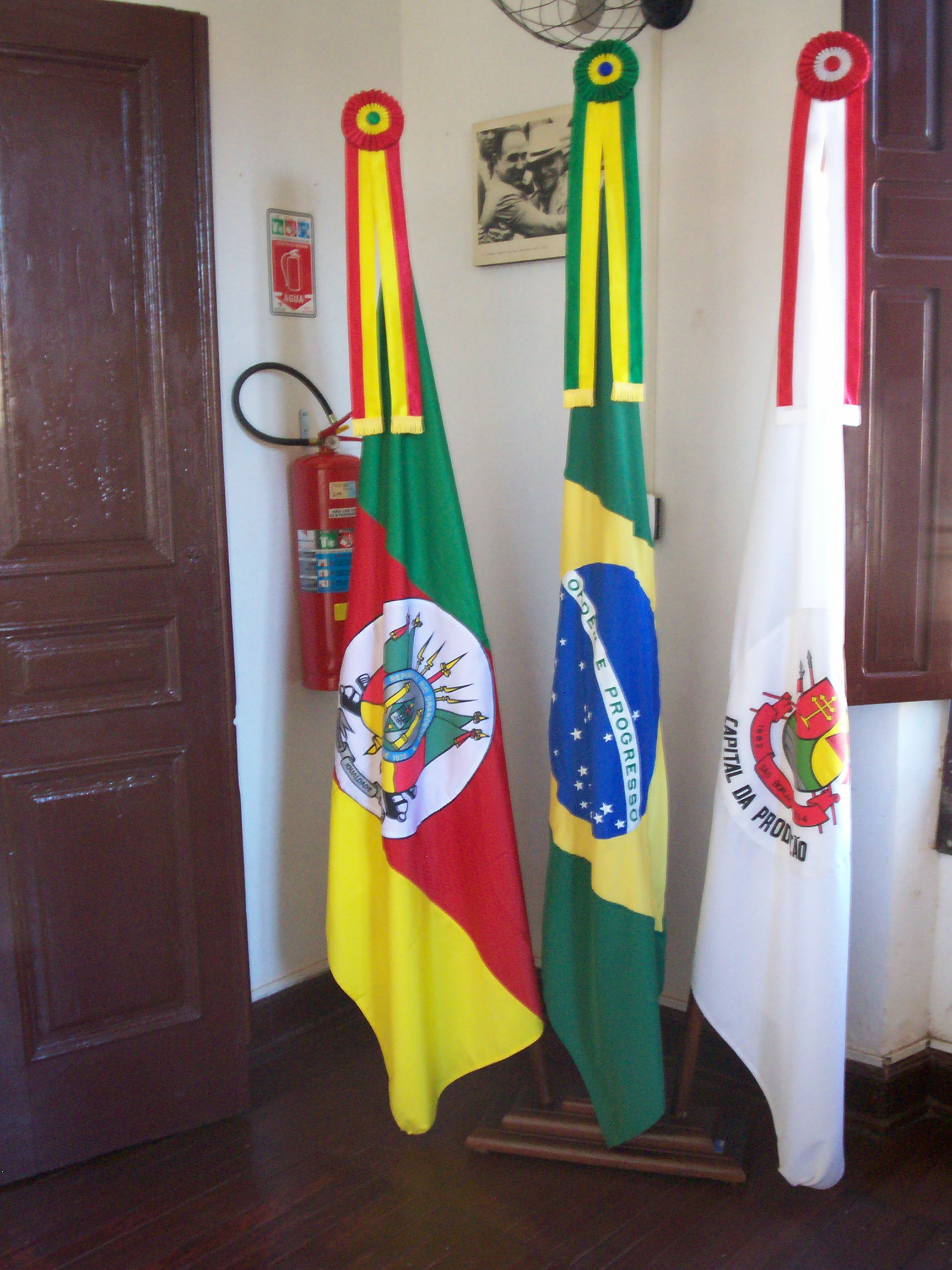
Interior do Museu Getúlio Vargas

## Acervo
O acervo do museu é composto por:
- Fotos
- Documentos
- Mobilia
- Louças
- Objetos pessoais
- 1.050 livros
- Máscara mortuária de Getúlio[8][9]
- Indumentárias

## Restauro
No ano de 2013, a casa passou por um processo de restauração que custeada pelo governo do estado do Rio Grande do Sul orçada em dois milhões e quinhentos mil reais.
Na parte interna da residência, foram recuperados pisos, forros, rebocos, pintura e ferragens de fechamento das esquadrias, como cremonas e trincos, e instalados aparelhos de ar condicionado e sensores e câmeras de monitoramento. Na parte externa da casa, a fachada também passou por um processo de revitalização, sendo devolvido a população em julho de 2015, em cerimônia que contou com a presença do governador do estado José Ivo Sartori (MDB).
Os curadores da exposição foram os historiadores e professores da Universidade Federal de Santa Maria (UFSM), Gláucia Vieira Ramos Konrad e Diorge Alceno Konrad.